# 五號福西特鎮區 (北卡羅萊納州阿拉曼斯縣)
五號福西特鎮區（英語：Township 5, Faucette）是位於美國北卡羅萊納州阿拉曼斯縣的一個鎮區。

## 地方資料
五號福西特鎮區的面積為86.76平方千米，皆為陸地。根據2020年美國人口普查的數據，當地共有人口3469人，而人口密度為每平方千米39.98人。